# Барклей Шоу
Барклей Шоу (англ. Barclay Shaw; народився в 1949 році) — американський професійний художник, найбільш відомий своїми творами фентезі та наукової фантастики. Він п'ять разів був номінований на премію Г'юго як найкращий професійний виконавець і шість разів потрапляв до першої десятки рейтингу щорічної премії Locus Poll Award за найкращого виконавця. У 1995 році його робота «Країна чудес (дерево)» отримала премію Чеслі за найкраще тривимірне мистецтво.

## Раннє життя
У 1968 році Шоу закінчив Кентську школу. У 1970-х роках навчався в Школі мистецтв і дизайну Нової Англії. Перш ніж стати відомим як ілюстратор, він працював у рекламному агентстві.

## Кар'єра
З 1978 року Шоу намалював понад 500 обкладинок книг і журналів, включаючи обкладинки для книг таких світил наукової фантастики, як Айзек Азімов, Керолайн Черрі, Ларрі Нівен, Альфред ван Вогт і Фредерик Пол. Його роботи включають понад 20 обкладинок Фентезі & Сайнс фікшн. Окрім живопису, працює зі скульптурними матеріалами. Він також ілюстрував карти в колекційній картковій грі Останні ігри про єдинорогів (Last Unicorn Games) Єресь: Царство прийде (Heresy: Kingdom Come).
Окрім роботи в різних видавничих компаніях, Шоу є позаштатним художником-графіком і консультантом із 3D-анімації для різних клієнтів уряду та приватного сектору США, включаючи Агентство передових оборонних дослідницьких проєктів США, армію США та Національне розвідувальне управління. Його творчість вирізняється еклектичним стилем, сюрреалістичними відтінками та кришталевою передачею.
Художник віддає належне письменнику Гарлану Еллісону за те, що він дав йому початок у бізнесі, коли запросив Шова намалювати ілюстрації для обкладинок для 16 видань книжок Еллісона в м'якій палітурці. У 1995 році видавництво Paper Tiger Books опублікувало збірку творів Шова під назвою «Електричні сни: мистецтво Барклая Шова» (ISBN 1-85028-364-8), зі вступом Еллісона.